# Leinster School of Music & Drama
La Leinster School of Music & Drama es una escuela de música perteneciente al Griffith College en la ciudad de Dublín, República de Irlanda.

## Historia
Leinster School of Music & Drama fue fundada en 1904 por Samuel Myerscough, un músico irlandés. Aspirantes de todo el país han viajado desde los inicios de la escuela para formar parte de ella

## Ubicación
La escuela es un instituto parte del Griffith College y por lo tanto se encuentra en la sede principal de ese colegio universitario en South Circular Road, en Dublín.